# Libertykorea-partij
De Libertykorea-partij (Jayuhangukdang) 자유한국당 is een conservatieve politieke partij in Zuid-Korea.
De beginselen van de partij stamt uit 1963 als een afsplitsing van de Liberale Partij. Sinds de oprichting heeft de partij verschillende namen gehad: Democratisch-Republikeinse Partij van 1963 tot 1980, Democratische Rechtvaardigheidspartij van 1980 tot 1990, Democratische Liberale Partij van 1990 tot 1995, Nieuwe Korea Partij van 1995 tot 1997, Grote Nationale Partij van 1997 tot 2012, Saenuri-partij van 2012 tot 2017 en sinds 2017 als de Libertykorea-partij.
De partij had een meerderheid van de zetels in de 19e Vergadering, die gold van 2012 tot 2016.